# Sarcófago de Estilicão
O Sarcófago de Estilicão é um sarcófago cristão primitivo de mármore usado, pelo menos desde o século 10, como a base do púlpito da igreja de San Ambrogio em Milão, Itália. Parece ter sido feito algumas décadas antes da morte de Estilicão e, portanto, provavelmente não está associado ao general romano.

## Descrição
O sarcófago foi esculpido em mármore de pedreiras perto de Como, mas parece datar estilisticamente de cerca de 390 e do reinado de Teodósio, o Grande. Os painéis representam cenas do Novo e do Antigo Testamento, incluindo:
- Cristo dando lei a São Pedro
- Cristo entre os apóstolos
- Sacrifício de Isaque